# Médaille d'or du CNRS
Pour un article plus général, voir Médailles du CNRS.
La médaille d'or du CNRS est la récompense scientifique française la plus prestigieuse. Elle est décernée par le Centre national de la recherche scientifique (CNRS) tous les ans depuis sa création en 1954. Elle « distingue l'ensemble des travaux d'une personnalité scientifique de renom »,. Le CNRS décerne également des médailles de l'innovation, plusieurs médailles d'argent et de bronze chaque année, ainsi que des médailles de cristal à ses ingénieurs, techniciens et personnels administratifs.
Contrairement aux autres médailles du CNRS qui récompensent plusieurs individus dans différents champs scientifiques, la médaille d'or n'est décernée qu'à un seul individu par an, tous domaines scientifiques confondus.

## Notes et références

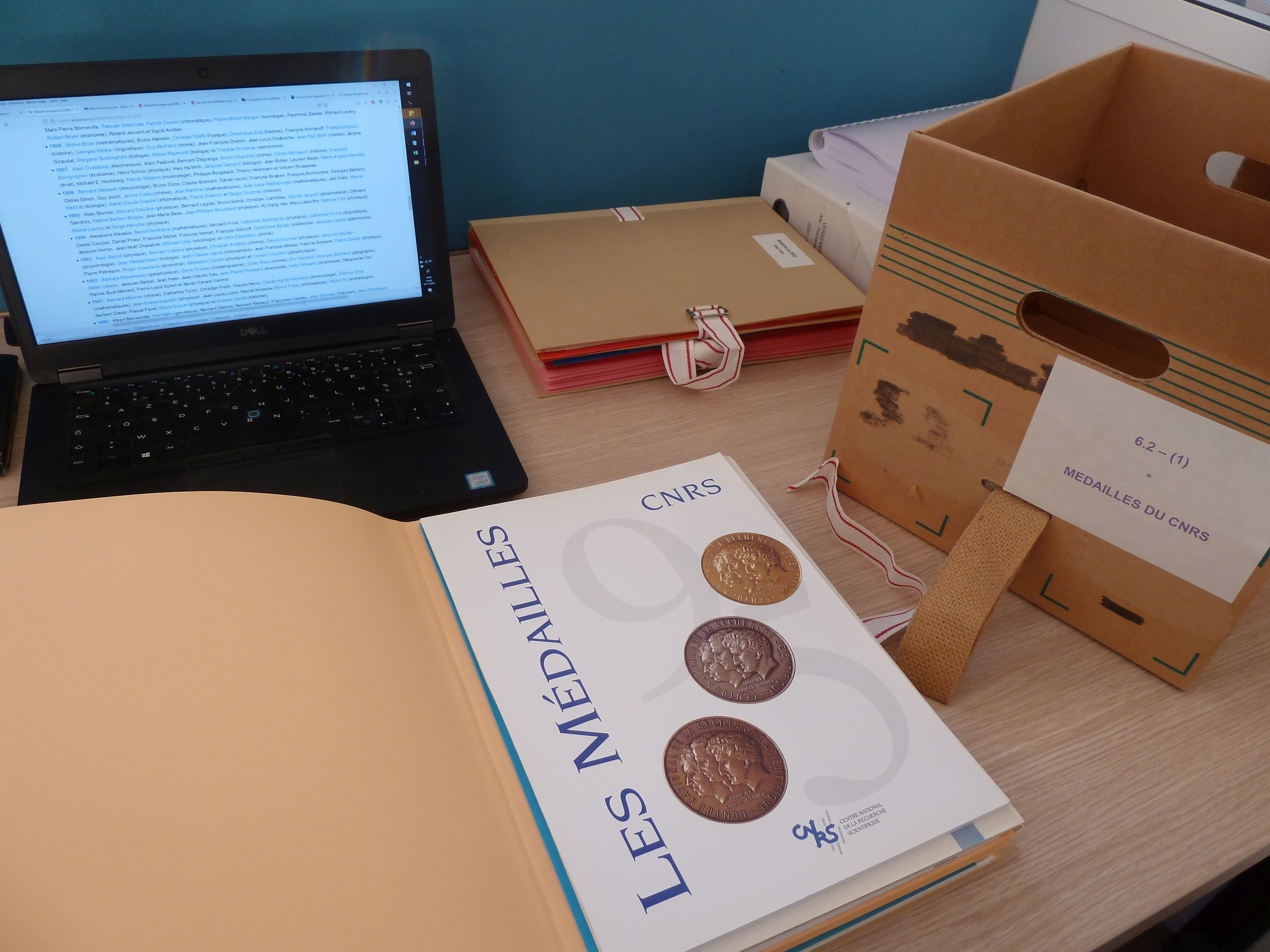
Exemple de documents de synthèse des médailles d'or, d'argent et de bronze aux Archives du CNRS

## Liste des lauréats
Voir ci-dessous.
| Année |  | Lauréat                         | Champ                 | Notes                                                                             |
| ----- |  | ------------------------------- | --------------------- | --------------------------------------------------------------------------------- |
| 1954  |  | Émile Borel                     | mathématiques         |                                                                                   |
| 1955  |  | Louis de Broglie                | physique              | prix Nobel de physique 1929                                                       |
| 1956  |  | Jacques Hadamard                | mathématiques         |                                                                                   |
| 1957  |  | Gaston Dupouy                   | physique              |                                                                                   |
| 1958  |  | Gaston Ramon                    | immunologie           |                                                                                   |
| 1959  |  | André Danjon                    | astrophysique         |                                                                                   |
| 1960  |  | Raoul Blanchard                 | géographie            |                                                                                   |
| 1961  |  | Pol Bouin                       | physiologie           |                                                                                   |
| 1962  |  | Marcel Delépine                 | chimie                |                                                                                   |
| 1963  |  | Robert Courrier                 | biologie              |                                                                                   |
| 1964  |  | Alfred Kastler                  | physique              | prix Nobel de physique 1966                                                       |
| 1965  |  | Louis Néel                      | physique              | prix Nobel de physique 1970                                                       |
| 1966  |  | Paul Pascal                     | chimie                |                                                                                   |
| 1967  |  | Claude Lévi-Strauss             | ethnologie            |                                                                                   |
| 1968  |  | Boris Ephrussi                  | génétique             |                                                                                   |
| 1969  |  | Georges Chaudron                | chimie                |                                                                                   |
| 1970  |  | Jacques Friedel                 | physique              |                                                                                   |
| 1971  |  | Bernard Halpern                 | immunologie           |                                                                                   |
| 1972  |  | Jacques Oudin                   | immunologie           |                                                                                   |
| 1973  |  | André Leroi-Gourhan             | ethnologie            |                                                                                   |
| 1974  |  | Edgar Lederer                   | biochimie             |                                                                                   |
| 1975  |  | Raimond Castaing                | physique              |                                                                                   |
| 1975  |  | Christiane Desroches Noblecourt | égyptologie           |                                                                                   |
| 1976  |  | Henri Cartan                    | mathématiques         |                                                                                   |
| 1977  |  | Charles Fehrenbach              | astronomie            |                                                                                   |
| 1978  |  | Maurice Allais                  | économie              | prix Nobel d'économie 1988                                                        |
| 1978  |  | Pierre Jacquinot                | physique              |                                                                                   |
| 1979  |  | Pierre Chambon                  | biologie              |                                                                                   |
| 1980  |  | Pierre-Gilles de Gennes         | physique              | prix Nobel de physique 1991                                                       |
| 1981  |  | Jean-Marie Lehn                 | chimie                | prix Nobel de chimie 1987                                                         |
| 1981  |  | Roland Martin                   | archéologie           |                                                                                   |
| 1982  |  | Pierre Joliot-Curie             | biochimie             |                                                                                   |
| 1983  |  | Evry Schatzman                  | astrophysique         |                                                                                   |
| 1984  |  | Jean Brossel                    | physique              |                                                                                   |
| 1984  |  | Jean-Pierre Vernant             | histoire              |                                                                                   |
| 1985  |  | Piotr Slonimski                 | génétique             |                                                                                   |
| 1986  |  | Nicole Le Douarin               | embryologie           |                                                                                   |
| 1987  |  | Georges Canguilhem              | philosophie           |                                                                                   |
| 1987  |  | Jean-Pierre Serre               | mathématiques         | médaille Fields 1954 ; prix Abel 2003                                             |
| 1988  |  | Philippe Nozières               | physique              |                                                                                   |
| 1989  |  | Michel Jouvet                   | biologie              |                                                                                   |
| 1990  |  | Marc Julia                      | chimie                |                                                                                   |
| 1991  |  | Jacques Le Goff                 | histoire              |                                                                                   |
| 1992  |  | Jean-Pierre Changeux            | neurobiologie         |                                                                                   |
| 1993  |  | Pierre Bourdieu                 | sociologie            |                                                                                   |
| 1994  |  | Claude Allègre                  | géophysique           |                                                                                   |
| 1995  |  | Claude Hagège                   | linguistique          |                                                                                   |
| 1996  |  | Claude Cohen-Tannoudji          | physique              | prix Nobel de physique 1997                                                       |
| 1997  |  | Jean Rouxel                     | chimie                |                                                                                   |
| 1998  |  | Pierre Potier                   | chimie                |                                                                                   |
| 1999  |  | Jean-Claude Risset              | informatique musicale |                                                                                   |
| 2000  |  | Michel Lazdunski                | biochimie             |                                                                                   |
| 2001  |  | Maurice Godelier                | anthropologie         |                                                                                   |
| 2002  |  | Claude Lorius                   | climatologie          |                                                                                   |
| 2002  |  | Jean Jouzel                     | climatologie          |                                                                                   |
| 2003  |  | Albert Fert                     | physique              | prix Nobel de physique 2007                                                       |
| 2004  |  | Alain Connes                    | mathématiques         | médaille Fields 1982                                                              |
| 2005  |  | Alain Aspect                    | physique quantique    | prix Nobel de physique 2022                                                       |
| 2006  |  | Jacques Stern                   | cryptologie           |                                                                                   |
| 2007  |  | Jean Tirole                     | économie              | prix Nobel d'économie 2014                                                        |
| 2008  |  | Jean Weissenbach                | génétique             |                                                                                   |
| 2009  |  | Serge Haroche                   | physique              | prix Nobel de physique 2012                                                       |
| 2010  |  | Gérard Férey                    | chimie                |                                                                                   |
| 2011  |  | Jules Hoffmann                  | biologie              | prix Nobel de médecine 2011 ; Prix Shaw de sciences de la vie ou de médecine 2011 |
| 2012  |  | Philippe Descola                | anthropologie         |                                                                                   |
| 2013  |  | Margaret Buckingham             | biologie              |                                                                                   |
| 2014  |  | Gérard Berry                    | informatique          |                                                                                   |
| 2015  |  | Éric Karsenti                   | biologie              |                                                                                   |
| 2016  |  | Claire Voisin                   | mathématiques         | Prix Shaw de mathématiques 2017                                                   |
| 2017  |  | Thibault Damour                 | physique              |                                                                                   |
| 2017  |  | Alain Brillet                   | physique              |                                                                                   |
| 2018  |  | Barbara Cassin                  | philosophie           |                                                                                   |
| 2019  |  | Thomas Ebbesen                  | chimie physique       | Prix Kavli de nanosciences 2014                                                   |
| 2020  |  | Françoise Combes                | astrophysique         |                                                                                   |
| 2021  |  | Jean Dalibard                   | physique              |                                                                                   |
| 2022  |  | Jean-Marie Tarascon             | chimie                |                                                                                   |
| 2023  |  | Sandra Lavorel                  | écologie              |                                                                                   |
| 2024  |  | Edith Heard                     | biologie              |                                                                                   |